# Tarucus kulala
Tarucus kulala är en fjärilsart som beskrevs av Evans 1955. Tarucus kulala ingår i släktet Tarucus och familjen juvelvingar. Inga underarter finns listade i Catalogue of Life.